# アルテロラン
アルテロラン(Arterolane)は、ランバクシー・ラボラトリーズによって抗マラリア剤としての作用が試験されている物質である。OZ277やRBx 1116としても知られる。Medicines for Malaria Venture (MMV)によって組織されたアメリカとヨーロッパの科学者が発見した。オゾニド（トリオキソラン）とアダマンタンの両方の置換基を含む、薬剤としては珍しい分子構造を持つ。
当初の試験結果は思わしいものではなく、研究に2000万ドルも投資していたMMVは支援から撤退した。ランバクシー・ラボラトリーズは当時、自身の負担で配合の開発を継続すると表明していた。ランバクシー・ラボラトリーズは第2相の治験を開始し、2009年にはピペラキンと配合して、2015年にその結果を発表した。
2012年、ランバクシー・ラボラトリーズはSynriam（シンリァム）の商標名でアルテロラン/ピペラキン配合薬をインド市場に流通させる認可を得た。さらに2014年には、ナイジェリア、ウガンダ、セネガル、カメルーン、ガイアナ、ケニヤ等でも市場流通の許可が出た。